# Кашхатау ГЭС
Кашхатау ГЭС (Советская ГЭС, Черекская ГЭС-2) — гидроэлектростанция на реке Черек в Черекском районе Кабардино-Балкарии, вблизи посёлка Кашхатау. Крупнейшая электростанция Кабардино-Балкарии. Строительство Кашхатау ГЭС было начато в 1993 году, официально введена в эксплуатацию 26 декабря 2010 года. Входит в Нижне-Черекский каскад ГЭС. Станция построена по деривационной схеме, составляет единый технологический комплекс с ниже расположенными Аушигерской ГЭС, Зарагижской ГЭС и Черекской МГЭС, осуществляя забор воды, очистку её от наносов и суточное регулирование стока в интересах всего каскада. Кашхатау ГЭС входит в состав Кабардино-Балкарского филиала ПАО «РусГидро».

## Природные условия
Сооружения Кашхатау ГЭС расположены на реке Черек, вблизи слияния двух её составляющих — рек Черек-Балкарский и Черек-Хуламский (Черек-Безенгийский). Длина реки 119 км, среднегодовой сток — 1,9 км³, гидроэнергетический потенциал реки с притоками — 4,5 млрд кВт·ч. Среднегодовой расход реки Черек в створе водозаборных сооружений Кашхатау ГЭС составляет 40,8 м³/с, среднегодовой сток — 1,291 км³ (из них 1,23 км³ в период половодья), среднегодовой твёрдый сток — 0,98 млн м³ (из них 0,93 млн м³ в период половодья). Половодье в июне — августе, расчётный расход с обеспеченностью 0,1 % (1 раз в 1000 лет) — 458 м³/с. Расчётная сейсмичность района строительства — 9 баллов. Сооружения ГЭС находятся в густонаселённой местности с развитыми промышленностью и сельским хозяйством.

## Описание сооружений
Кашхатау ГЭС является частью единого производственного комплекса — каскада Нижне-Черекских ГЭС. Каскад состоит из четырёх гидроэлектростанций — Кашхатау ГЭС, являющейся верхней ступенью, Аушигерской ГЭС, составляющей вторую ступень, Зарагижской ГЭС являющейся третьей ступенью, и Черекской МГЭС, образующей последнюю, четвёртую ступень. Вода, отработавшая на Кашхатау ГЭС, подаётся напрямую в деривацию Аушигерской ГЭС, откуда после отработки на Аушигерской ГЭС далее попадает в деривацию Зарагижской ГЭС, а после неё — Черекской МГЭС. Сооружения Кашхатау ГЭС обеспечивают забор воды, очистку её от наносов и суточное регулирование стока в интересах всего каскада.
Кашхатау ГЭС является деривационной высоконапорной гидроэлектростанцией. Установленная мощность ГЭС — 65,1 МВт, проектная среднегодовая выработка электроэнергии — 241 млн кВт·ч. Напор на гидроагрегатах создаётся путём отвода большей части стока реки Черек с помощью деривационного канала и тоннеля. Конструктивно, сооружения ГЭС разделяются на головной узел, деривацию и напорно-станционный узел.

### Головной узел

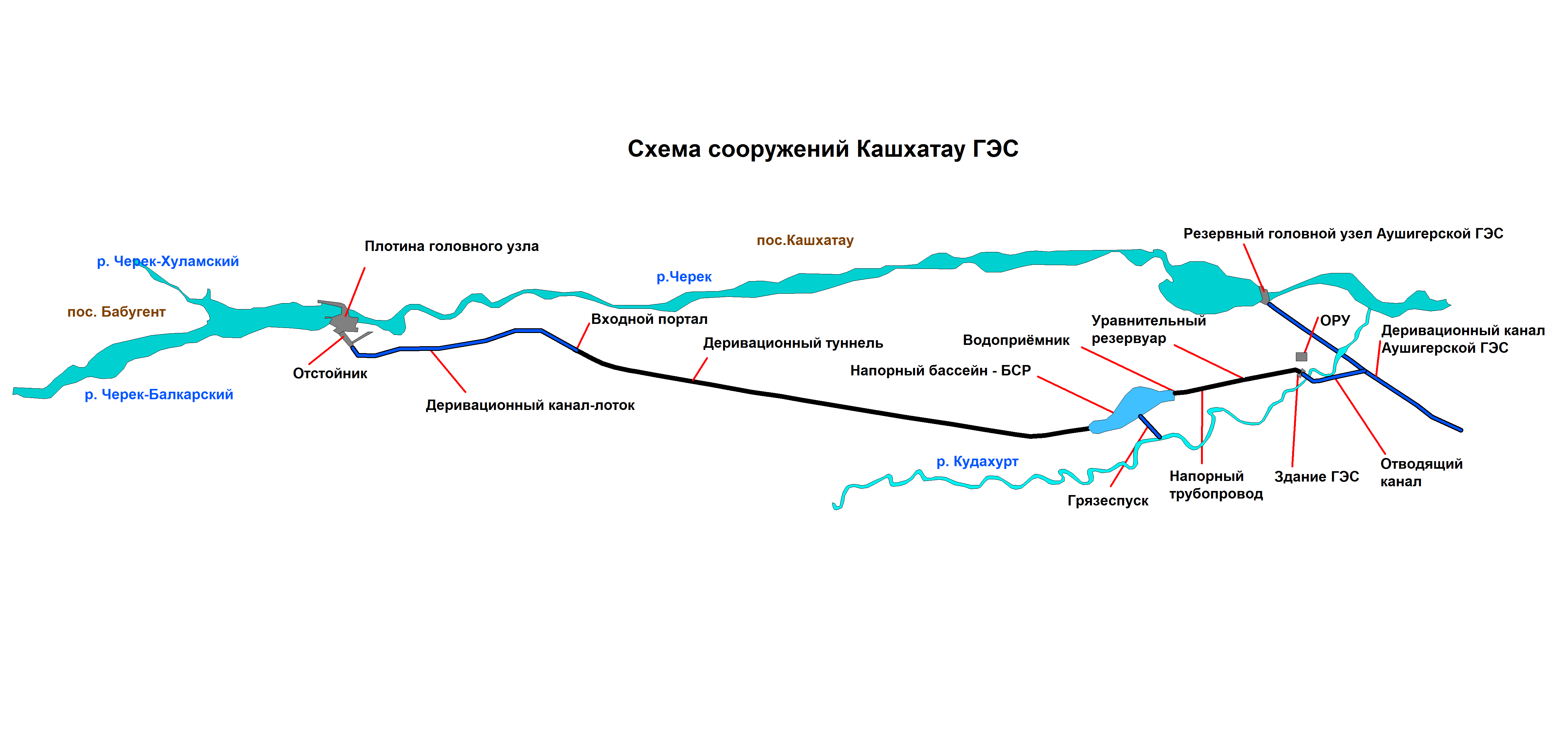
Схема сооружений Кашхатау ГЭС

Головной узел служит для создания водохранилища, обеспечения забора воды в деривацию, очистки забираемой воды от наносов, сброса излишнего притока воды в нижний бьеф. Головной узел состоит из плотины с водосбросом, шугорыбосбросом и рыбоходом, а также водозаборного устройства с отстойником. Плотина грунтовая насыпная, из местных материалов с противофильтрационным ядром из скелетной смеси суглинка и гравийно-галечникового грунта. Верховая и низовая упорные призмы плотины отсыпаны из валунно-галечникового грунта. С целью защиты от волновых воздействий, верхний откос плотины укреплён бетоном. Длина плотины по гребню 397,6 м, максимальная высота 37 м. В качестве дополнительного противофильтрационного элемента перед плотиной и бетонными сооружениями устроен понур из скелетного материала, закреплённого бетонными плитами. В левой части плотины устроен рыбоход лестничного типа.
Бетонные водосброс и шугорыбосброс, примыкающие к плотине справа, входят в состав напорного фронта. Водосброс имеет два водосбросных пролёта шириной 7 м каждый с порогами на отметке 730,8 м. Шугорыбосброс имеет один пролёт шириной 4 м с порогом на отметке 737 м. Пролёты водосброса и шугорыбосброса перекрываются сегментными затворами. В ходе строительства, расходы реки Черек пропускались через строительный водосброс пропускной способностью 280 м³/с, представляющий собой двойную железобетонную трубу сечением 21 м² и длиной около 210 м, расположенную в основании плотины. После окончания строительства плотины и эксплуатационного водосброса, строительный водосброс был выведен из эксплуатации, путём устройства в нём бетонной пробки длиной 22 м. Эксплуатационные водосбросные сооружения обеспечивают пропуск 370 м³/с (при НПУ). Напорные сооружения ГЭС образуют небольшое водохранилище площадью 0,44 км², полным объёмом 6,9 млн м³ и полезным объёмом 0,9 млн м³. Отметка нормального подпорного уровня водохранилища — 738,0 м, форсированного подпорного уровня — 739,0 м, уровня мёртвого объёма — 736,5 м.
Водозаборное сооружение непосредственно примыкает к водосбросу и также входит в состав напорного фронта, состоит из верхней головы отстойника с тремя донными промывными галереями, четырёхкамерного отстойника (длина каждой камеры — 120 м), служащего для очистки воды от наносов, нижней головы отстойника с промывной галереей. В состав отстойника входит автоматический аварийный водосброс на расход 100 м³/с с порогом на отметке 739 м. Перед водосбросными и водозаборными сооружениями установлено рыбозащитное устройство. Каждый из четырёх пролётов водозабора оборудован сороудерживающими решётками и плоскими аварийно-ремонтными затворами.

### Деривация
Деривация Кашхатау ГЭС имеет общую длину 6459 м и состоит из открытого и закрытого участков. Открытый участок представлен деривационным каналом-лотком, начинающимся непосредственно за отстойником и представляющим собой железобетонный прямоугольный лоток длиной 2249 м, шириной по дну 6,9 м и высотой стен от 5,5 до 7,1 м. Лоток собран из секций длиной 25 м. Деривационный канал-лоток заканчивается у входного портала деривационного тоннеля, составляющего закрытую часть деривации. На разных участках, форма тоннеля несколько различается, на начальном участке он имеет круглое сечение диаметром 5,6 м, далее имеется участок с циркульной формой свода под углом 252°, наклонными стенами и плоским лотком, на этом участке максимальная ширина тоннеля 5,4 м, высота — 5,1 м. Длина деривационного тоннеля — 4210 м. Трасса тоннеля пересекает различные породы — известняки, глины, обводнённые пески, в связи с чем стены тоннеля имеют несколько типов обделки. Режим работы тоннеля — напорный, максимальный статический напор составляет 16 м. Тоннель заканчивается выходным порталом в бассейн суточного регулирования.

### Напорно-станционный узел
Напорно-станционный узел состоит из бассейна суточного регулирования, водозаборного устройства, напорных трубопроводов, уравнительного резервуара, здания ГЭС, отводящего канала и открытого распределительного устройства (ОРУ).
Бассейн суточного регулирования (БСР), также выполняющий функции напорного бассейна, устроен частично в выемке, частично насыпными дамбами. Внутренние откосы БСР крепятся бетонными плитами толщиной 0,2 м на слое гравийно-галечникового грунта толщиной 0,3 м. Длина БСР около 700 м, ширина около 200 м, полный объём 0,95 млн м³, полезный объём — 0,88 млн м³, отметка НПУ — 738 м. БСР имеет грязеспуск в русло реки Кудахурт.
Водоприёмник находится в концевой части БСР, служит для забора воды в напорный трубопровод. В водоприёмнике имеется два водозаборных отверстия прямоугольной формы размерами 3,5×4,5 м каждое, которые в конце водоприёмника объединяются и переходят в один круглый водовод диаметром 4,4 м, сопрягающийся с напорным трубопроводом. Перед водозаборными отверстиями установлены сороудерживающие решётки, а также аварийно-ремонтные и ремонтные затворы.
Напорный водовод служит для подведения воды к зданию ГЭС. Состоит из металлического напорного трубопровода длиной 981 м и диаметром 4,4 м. В середине водовода размещён железобетонный уравнительный резервуар высотой 40 м и диаметром 15 м, осуществляющий функции защиты водовода от гидроудара при резкой смене режима работы гидроагрегатов.
Здание ГЭС располагается на террасе реки Кудахурт, имеет размеры в плане 71×31 м. В здании ГЭС установлены 3 радиально-осевых гидротурбины РО 115/872ж-ВМ170, работающие при расчётном напоре 94 м. Турбины приводят в действие 3 гидрогенератора СВ-375/130-140 УХЛ4 мощностью по 21,7 МВт. Производитель гидротурбин — сызранское предприятие «Тяжмаш», генераторов — новосибирское «Элсиб». Отработавшая на турбинах вода сбрасывается в отводящий канал длиной 453 м. Канал имеет трапецеидальное сечение, откосы канала закреплены железобетонными плитами. Отводящий канал сопрягается с деривацией Аушигерской ГЭС, вблизи сопряжения устроен узел переключения, оборудованный затворами, для предотвращения обратного тока воды при остановленной Кашхатау ГЭС и работающей Аушигерской ГЭС.
В энергосистему электроэнергия выдаётся с генераторов через три трёхфазных трансформатора ТРДН-25000/110-У1 мощностью по 25 МВА через открытое распределительное устройство (ОРУ-110 кВ) по следующим линиям электропередачи напряжением 110 кВ:
- Кашхатау ГЭС — ПС Дубки(Л-102);
- Кашхатау ГЭС — ПС Кашхатау (Л-190);
- Кашхатау ГЭС — Аушигерская ГЭС (Л-193).

## История строительства

### Обоснование и проектирование
Кабардино-Балкария обладает значительными, но слабо используемыми гидроэнергетическими ресурсами, представленными горными реками бассейна Терека — Урухом, Череком, Баксаном и Малкой и их притоками (технический гидропотенциал рек республики оценивается в 7,5 млрд кВт·ч). В 1936 году была пущена Баксанская ГЭС мощностью 25 МВт на реке Баксан, в 1959 году — малая Советская ГЭС мощностью 2 МВт на реке Черек, в 1962 году — малая Мухольская ГЭС мощностью 0,64 МВт на реке Черек-Балкарский. Перечисленные электростанции обеспечивали потребности Кабардино-Балкарии лишь на 7 %, остальная электроэнергия поставлялась в республику извне.
С целью использования гидроэнергетических ресурсов бассейна реки Черек, на самом Череке и её составляющих (реках Черек-Хуламский и Черек-Балкарский) было запланировано создание каскада из 7 гидроэлектростанций общей мощностью 563,6 МВт и совокупной среднегодовой выработкой 1990 млн кВт·ч. В качестве первоочередных для реализации был выбран каскад Нижне-Черекских ГЭС, необходимость строительства которого обосновывалась «Схемой развития ЕЭС СССР на период 1976—1980 гг.» и программой создания энергетической базы Кабардино-Балкарии на период до 2010 года, выполненной АО «Инвестпроект» по поручению кабинета министров Кабардино-Балкарии и в соответствии с указом президента РФ от 14 октября 1992 года «О государственной поддержке социально-экономического развития Кабардино-Балкарской Республики». Первоначально технический проект строительства каскада в составе Советской ГЭС и Аушигерской ГЭС был разработан институтом «Еревангидропроект» (мощность Советской ГЭС по данному проекту должна была составить 55,4 МВт, Аушигерской ГЭС — 32 МВт), затем московский институт «Гидропроект» выполнил существенную доработку проекта с увеличением мощности ГЭС каскада.

### Строительство
Строительство каскада Нижне-Черекских ГЭС началось в 1993 году. Поскольку дорогостоящее строительство деривационного туннеля Советской ГЭС в сложившихся экономических условиях могло сильно затянуть строительство, в первую очередь работы были сконцентрированы на сооружении Аушигерской ГЭС, строительство Советской ГЭС велось низкими темпами. Для обеспечения её работы без ввода Кашхатау ГЭС было предусмотрено сооружение резервного водозаборного узла на реке Черек. После пуска Аушигерской ГЭС в декабре 2002 года строительство Советской ГЭС несколько активизировалось. На 1 января 2005 года готовность сооружений ГЭС оценивалась в 32 %, для завершения строительства требовалось 3,1 млрд руб. 24 ноября 2005 года, в рамках реформы РАО «ЕЭС России» из состава ОАО «Каббалкэнерго» было выделено ОАО «Каскад Нижне-Черекских ГЭС», подконтрольное ОАО «ГидроОГК» (позднее переименованное в ОАО «РусГидро»), которому были переданы имущественные комплексы Аушигерской и Советской ГЭС. 1 июля 2008 года ОАО «Каскад Нижне-Черекских ГЭС» было присоединено к ОАО «РусГидро», а Аушигерская и Кашхатау ГЭС вошли в состав Кабардино-Балкарского филиала компании. Пуск Аушигерской ГЭС привёл к выводу из эксплуатации и демонтажу существующей малой Советской ГЭС мощностью 2 МВт в связи со снижением водотока реки Черек в створе водозаборных сооружений станции.
| Финансирование строительства Кашхатау ГЭС с 2004 года, млн рублей |      |      |            |      |      |      |
| 2004                                                              | 2005 | 2006 | 2007       | 2008 | 2009 | 2010 |
| 624                                                               | 250  | 510  | более 2500 | 1916 | 1480 | 926  |

В 2006 году Советская ГЭС была переименована в Кашхатау ГЭС, планировался пуск ГЭС в первом квартале 2008 года с завершением строительства в конце 2008 года. В марте 2006 года был осуществлён ввод в эксплуатацию головного узла ГЭС. В феврале 2007 года было достигнуто соглашение с компанией C.F. Structured Products B.V. о выделении кредита на достройку ГЭС в объёме $60 млн на 6 лет. 19 апреля 2007 года был заложен первый бетон в основание здания гидроэлектростанции.
В 2008 году на станцию были поставлены гидрогенераторы и гидротурбины. В сентябре 2008 года был смонтирован первый гидроагрегат станции. На конец 2008 года на станции были близки к завершению работы по сооружениям головного узла, напорному трубопроводу, бассейну суточного регулирования, зданию ГЭС, общая готовность объекта оценивалась более чем в 80 %. Пуск ГЭС был запланирован на четвёртый квартал 2008 года, однако из-за отставания работ по прокладке деривационного тоннеля завершение строительства ГЭС было перенесено на конец 2009 года. В течение 2009 года были в основном завершены работы по сооружениям ГЭС (за исключением деривационного тоннеля), смонтировано гидросиловое оборудование. Были проведены испытания БСР, напорного трубопровода и гидроагрегатов путём наполнения БСР водой из реки Кудахурт с помощью насосов.
Наиболее сложной задачей при строительстве ГЭС оказалась проходка деривационного тоннеля в слабых и обводнённых песчаных грунтах. Для решения данной проблемы была применена сложная и дорогостоящая технология, включающая предварительное закрепление грунта специальными отвердевающими противофильтрационными материалами, подаваемыми в предварительно прорезанные водой под высоким давлением щели. Необходимость освоения данной технологии привела к затягиванию сроков проходки тоннеля, что вызвало неоднократные переносы сроков пуска станции. Кроме того, в ходе испытаний гидроагрегатов были выявлена повышенная вибрация гидрогенераторов, требующая устранения. Сбойка деривационного тоннеля Кашхатау ГЭС была произведена 16 апреля 2010 года. 21 апреля 2010 года проведена постановка под напряжение со стороны энергосистемы ОРУ 110 кВ. 3 июня 2010 года через тоннель был осуществлён пропуск воды для испытаний БСР. 3 июля 2010 года были начаты испытания гидроагрегата № 1, в энергосистему впервые была выдана электроэнергия. 25 августа 2010 года были успешно завершены комплексные испытания гидроагрегатов, в ходе которых все гидроагрегаты станции в течение 72 часов работали на полную мощность, выдавая электроэнергию в энергосистему. Пуск ГЭС в эксплуатацию был намечен на 31 августа 2010 года, но затем перенесён на более поздний срок. 8 сентября 2010 года произошло обрушение части стенки деривационного канала, что вызвало задержку ввода станции в эксплуатацию. 26 декабря 2010 года гидроагрегаты Кашхатау ГЭС были включены в сеть под нагрузку, после прохождения 72-часовых испытаний ГЭС была введена в промышленную эксплуатацию.

### Дальнейшее развитие
После окончания строительства Кашхатау ГЭС возможно дальнейшее освоение гидроэнергетического потенциала бассейна реки Черек. В 2016 году была введена в эксплуатацию Зарагижская ГЭС (30,6 МВт) на отводящем канале Аушигерской ГЭС, в 2020 году введена в эксплуатацию Верхнебалкарская ГЭС (10 МВт) на реке Черек-Балкарский, планируется строительство ниже Зарагижской ГЭС малой ГЭС «Псыгансу» (19,1 МВт, планируемый ввод в 2024 году), возможно строительство ГЭС «Голубые озёра» (71,5—110 МВт).